# Концеба
Конце́ба — село Савранської селищної громади у Подільському районі Одеської області в Україні. Населення становить 2229 осіб.

## Історія
Південіше села, на правому березі річки Саврань знайдено поселення ранньоскіфського часу (VI—V століття до Р. Х.) та черняхівської культури (II—IV століття від Р. Х.).
Село вперше згадується в історичних джерелах у другій половині XVIII століття.
Першим архівним документом про село є «Метрическая книга Свято-Успенской церкви» за 1774—1817 роки, що зберігається у Центральному державному історичному архіві України у Києві.
У XVIII столітті село було поділене на дві частини і мало дві церкви: Успіння Пресвятої Богородиці, побудовану 1708 року, та Різдвяно-Богородицьку, побудовану 1764 року.
За указом імператора Павла від 31 січня 1798 року с. Концеба у складі Савранського маєтку було подароване графу Івану Петровичу Салтикову у довічне спадкове володіння. Незабаром граф продав свій маєток родині Жевуських. 1831 року через участь графа у польському повстанні село було конфісковане.
Протягом 1836—1865 років село належало до військових поселень.
Під час організованого радянською владою Голодомору 1932—1933 років померло щонайменше 155 жителів села.
У 1960-ті 1980-ті є середня та восьмирічна школи, Будинок культури, клуб, бібліотека. Діяла лікарня на 25 ліжок, два поштових відділення, шевська майстерня.
Господарство обслуговує ветеринарний пункт. Із допоміжних підприємств є млин, олійня, ремонтна майстерня, лісопильня.
Колишній орган місцевого самоуправління — Концебівська сільська рада.
12 червня 2020 року, відповідно до Розпорядження Кабінету Міністрів України від № 724-р «Про визначення адміністративних центрів та затвердження територій територіальних громад Одеської області», увійшло до складу Савранської селищної територіальної громади.
19 липня 2020 року, в результаті адміністративно-територіальної реформи і ліквідації Савранського району, село увійшло до складу новоутвореного Подільського району Одеської області.

## Населення
- 1897 — 3756

Згідно з переписом УРСР 1989 року чисельність наявного населення села становила 2558 осіб, з яких 1069 чоловіків та 1489 жінок.
За переписом населення України 2001 року в селі мешкало 2227 осіб.

### Мова
Розподіл населення за рідною мовою за даними перепису 2001 року:
| Мова       | Відсоток |
| ---------- | -------- |
| українська | 97,04 %  |
| російська  | 1,66 %   |
| румунська  | 0,99 %   |
| болгарська | 0,09 %   |
| білоруська | 0,04 %   |
| вірменська | 0,04 %   |
| німецька   | 0,04 %   |

## Відомі люди
Народилися:
- Гербинський Павло Якович (1914—1955) — радянський військовий льотчик та льотчик-випробовувач.
- Савельєв Олег Єфремович — 1-й секретар Балтського райкому КПУ, голова Балтської районної ради Одеської області. Народний депутат України 1-го скликання.

## Галерея

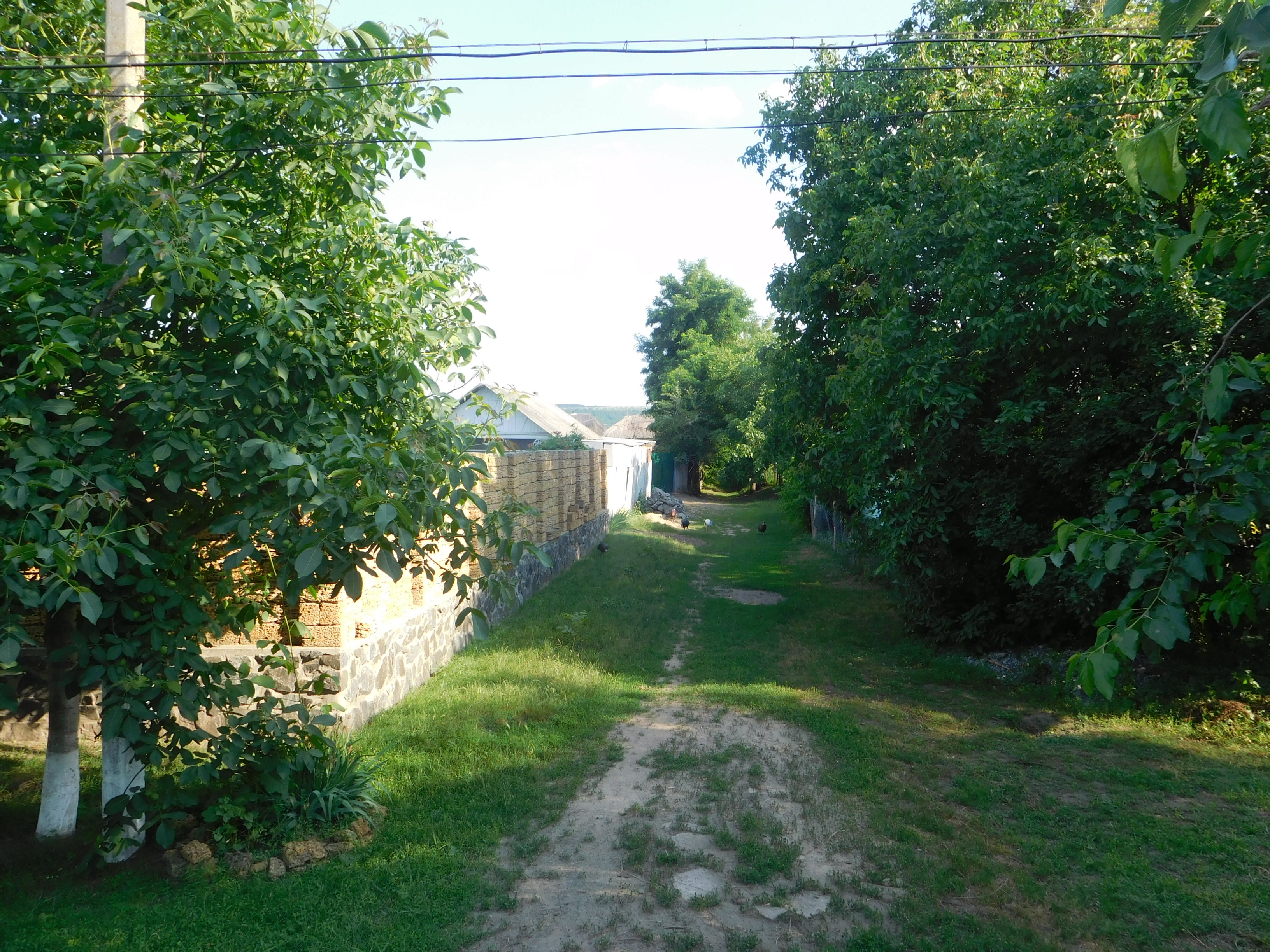
Вулицями села
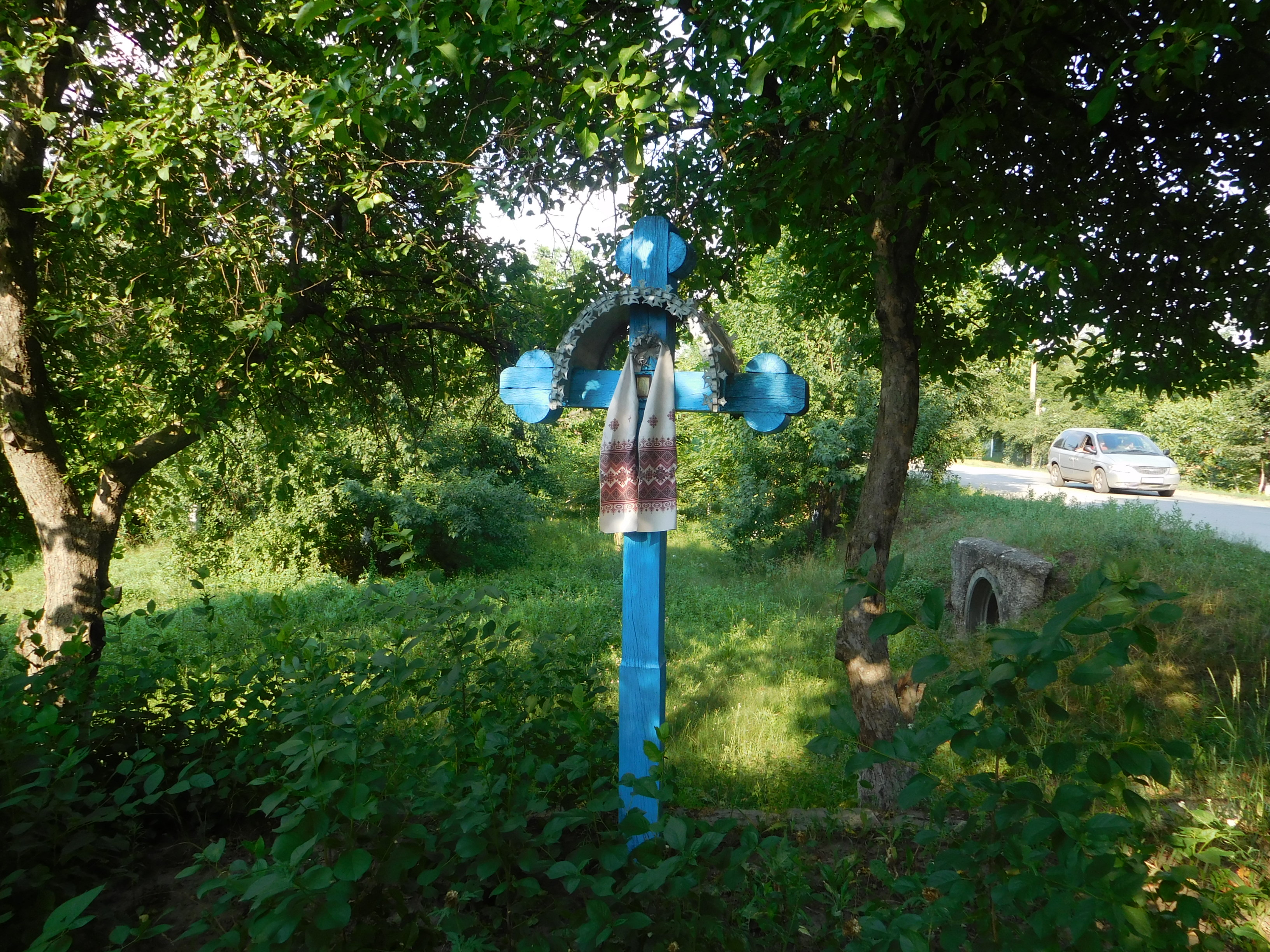
Хрест біля Вдовинної криниці
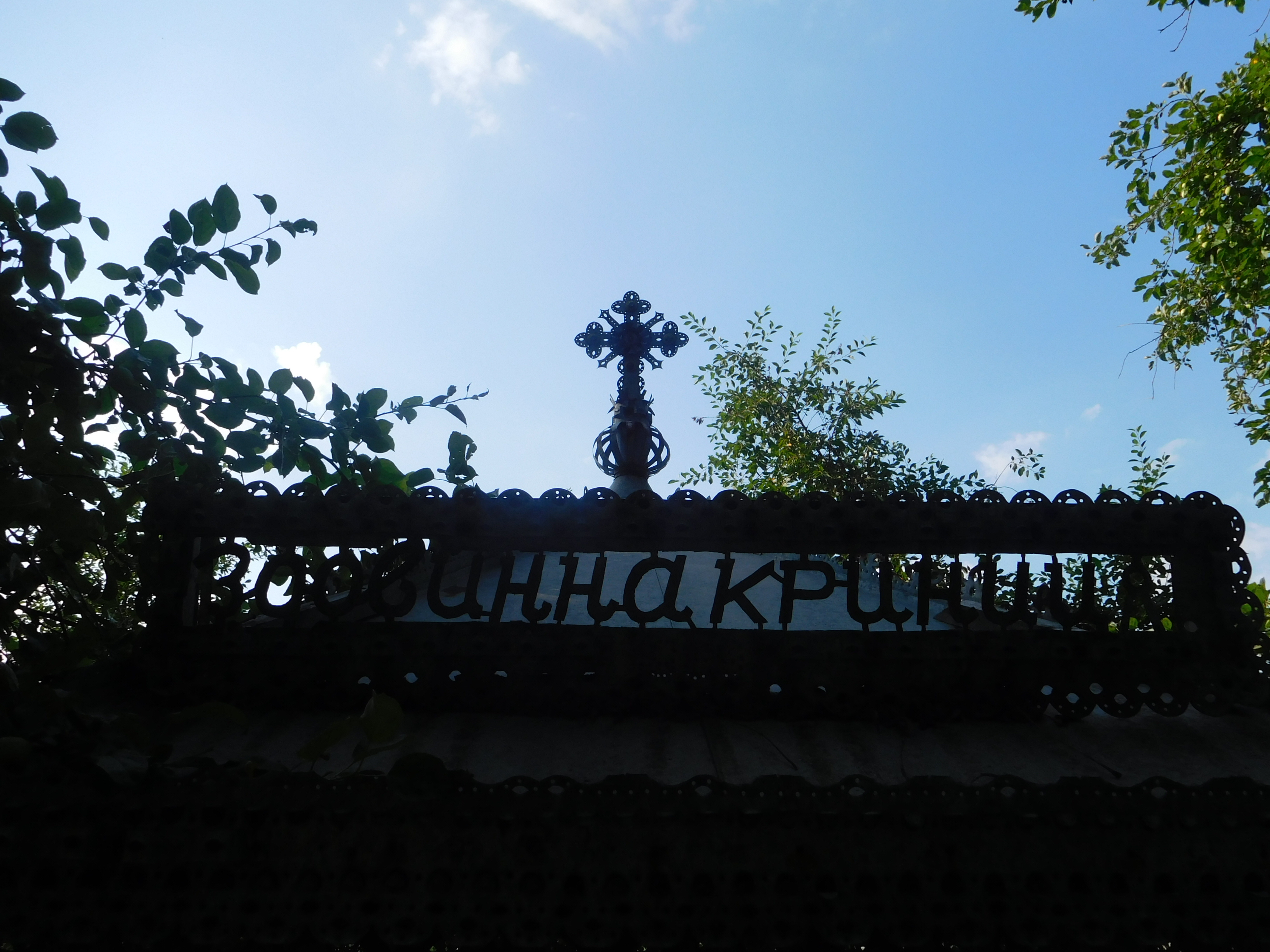
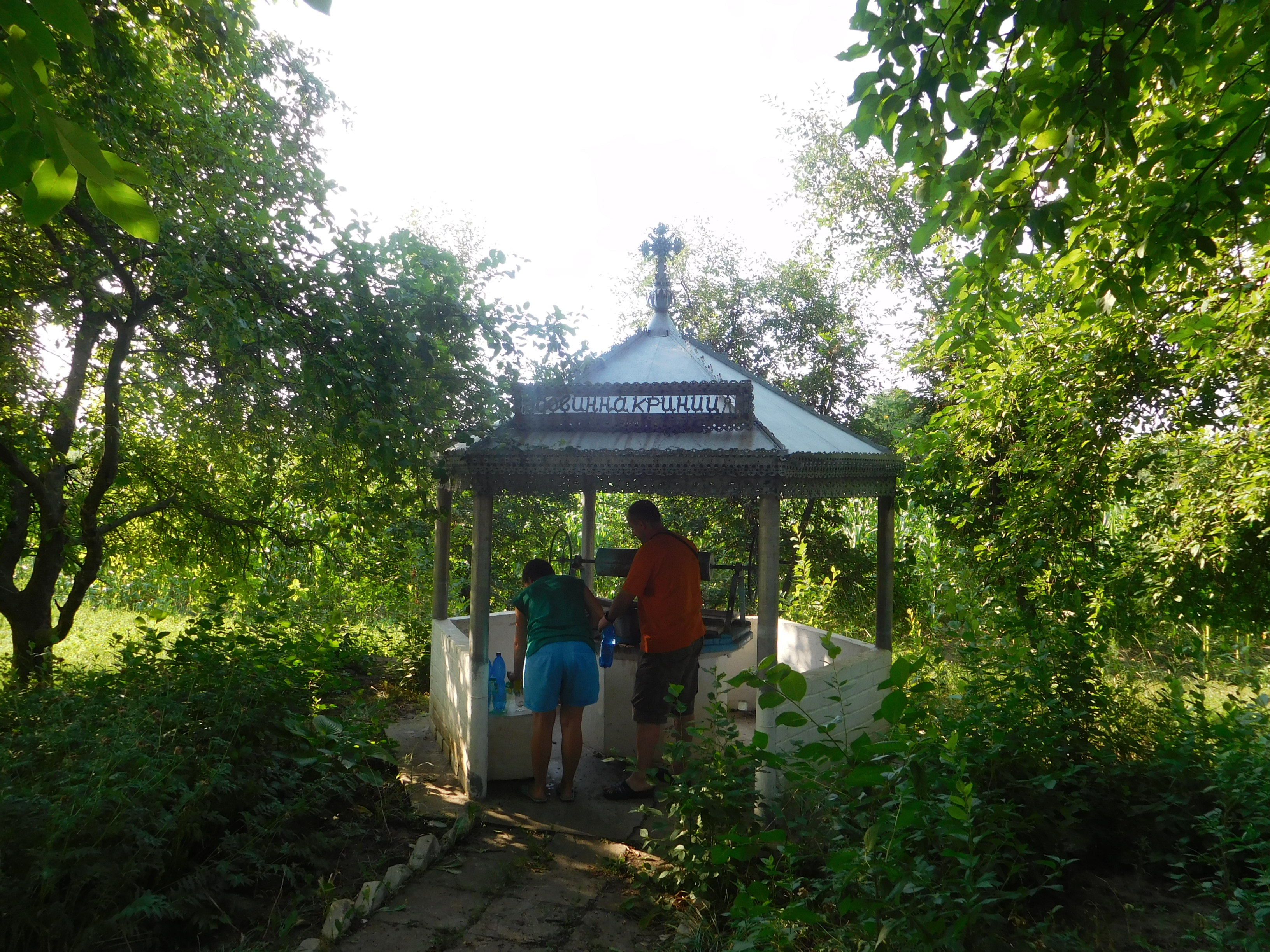
Вдовинна криниця